# Capromyidae
Capromyidae é uma família de roedores caviomorfos encontrados nas ilhas do Caribe, incluindo Cuba, Jamaica, Hispaniola, Bahamas, Little Swan e diversas ilhas adjacentes. São conhecidos coloquialmente como rutías, derivado do espanhol jutías.

## Classificação
- Família Capromyidae Smith, 1842
  - Subfamília Capromyinae Smith, 1842
    - Gênero Capromys Desmarest, 1822
    - Gênero Geocapromys Chapman, 1901
    - Gênero Mesocapromys Varona, 1970
    - Gênero Mysateles Lesson, 1842

  - Subfamília †Hexolobodontinae Woods, 1989
    - Gênero †Hexolobodon Miller, 1929

  - Subfamília † Isolobodontinae Woods, 1989
    - Gênero †Isolobodon J. A. Allen, 1916
    - Gênero †Zazamys MacPhee e Iturralde-Vinent, 1995

  - Subfamília Plagiodontinae Ellerman, 1940
    - Gênero Plagiodontia F. Cuvier, 1836
    - Gênero †Rhizoplagiodontia Woods, 198